# Bergianska trädgården
Il Bergianska trädgården, o Hortus Bergianus (in italiano Giardino di Bergius), è un giardino botanico situato nella zona di Frescati, nella periferia di Stoccolma, vicino al Museo svedese di storia naturale e al campus principale dell'Università di Stoccolma. Il direttore del giardino è conosciuto come Professor Bergianus.
Il giardino fu fondato grazie ad una donazione compiuta nel 1791 a favore dell'Accademia reale svedese delle scienze dallo storico e antiquario Bengt Bergius e dal fratello Peter Jonas Bergius, medico e biologo. Il giardino era originariamente locato nei pressi dell'abitazione dei due fratelli, in Karlbergsvägen, nell'odierna circoscrizione centrale di Norrmalm. Nel 1885 la struttura è stata spostata nella sua odierna ubicazione.
Il giardino è amministrato congiuntamente dall'Accademia reale svedese delle scienze e dall'Università di Stoccolma. Fa parte del Botanic Gardens Conservation International (BGCI) e la sigla del suo erbario è SBT.
Il Bergianska trädgården ospita più di 8.000 specie.